# 장수잉
장수잉(중국어: 江疏影, 병음: Jiāng Shūyǐng, 1986년 9월 1일 ~ )은 중국의 배우이다. 2014 아시안 필름 어워드 신인상 수상자이다. 이름은 <산원소매> (山園小梅)의 시에서 따온 것이다.

## 학력
- 상하이 희극학원
- 잉글랜드 노리치 이스트앵글리아 대학교 메스미디어 경제학 석사

## 출연작

### 드라마
- 2014년 동방 위성 텔레비전 몽상극장 《일복이주》 - 고정정 역
- 2015년 동방 위성 텔레비전 몽상극장 《장대》 - 천시 역
- 2015년 선전 위성 텔레비전 황금극장 《최가전남우》 - 부방사 역
- 2016년 동방 위성 텔레비전 몽상극장  《선풍십일인》 - 배타 역
- 2016년 장쑤 위성 텔레비전 행복극장 《호선생》 - 강래 역
- 2018년 장쑤 위성 텔레비전 행복극장 《연애선생》 - 뤄모 역
- 2018년 장쑤 위성 텔레비전 행복극장 《일로번화상송》 - 신진 역
- 2019년 저장 위성 텔레비전 주파극장 《구주표묘록》 - 궁우의 역
- 2019년 텐센트 웹드라마 《전직고수》 - 진과 역
- 2020년 저장 위성 텔레비전 중국람극장 《아재북경등니》 - 성하 역
- 2020년 후난위성텔레비전 금응독파극장 《청평악》 - 자성광헌황후 역
- 2020년 동방 위성 텔레비전 동방극장 《겨우, 서른》 - 왕만니 역
- 2021년 동방 위성 텔레비전 동방극장 《소흥풍폭》 - 황시 역
- 2022년 CCTV-8 황금강당극장 《여사적법칙》 - 쉬지에 역
- 2022년 동방 위성 텔레비전 동방극장 《환희의 찬가》 - 예전전 역